# Marhult

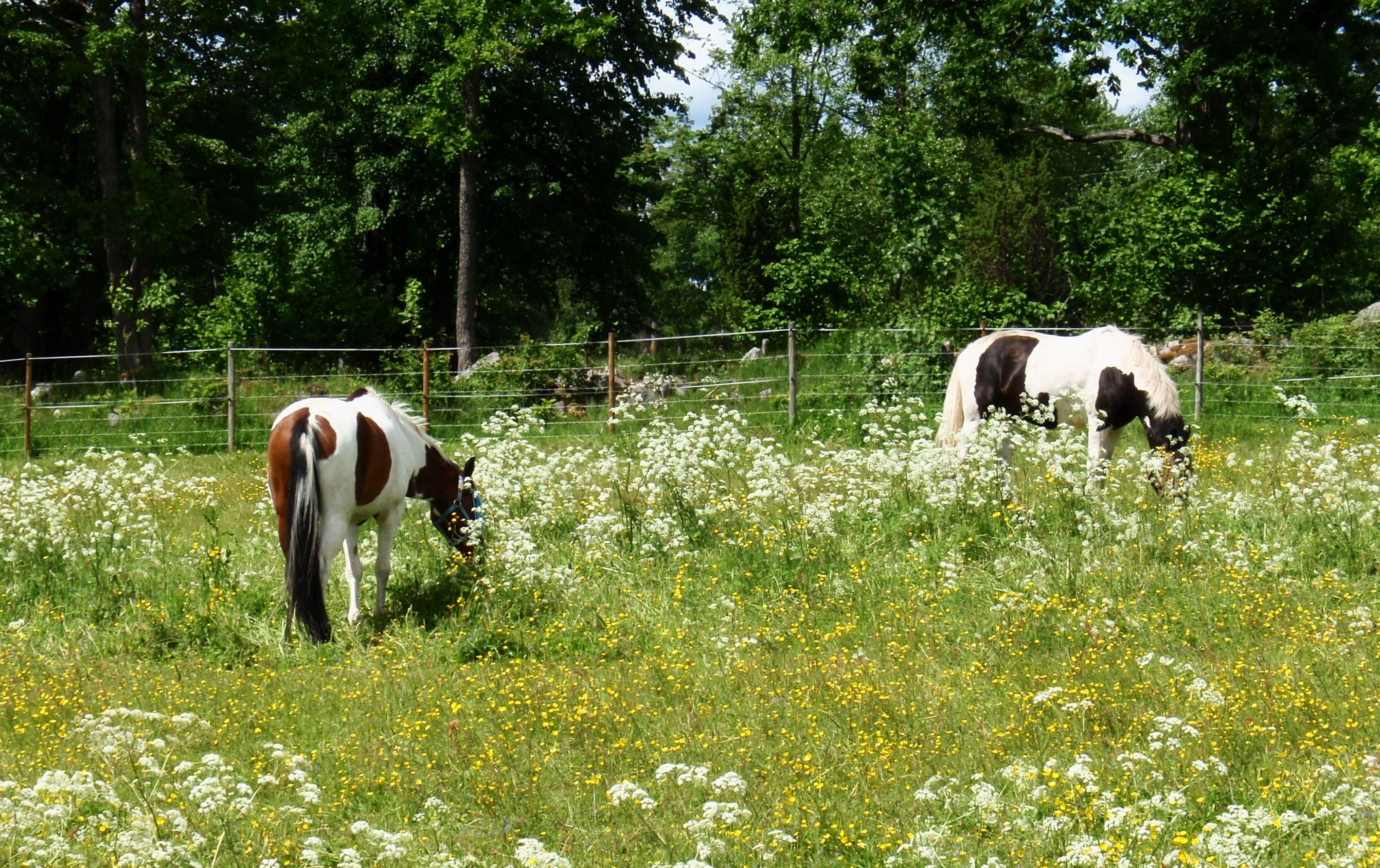
Hästar i sommaräng i Marhult

Marhult är en småort i Granhults socken i Uppvidinge kommun, Småland och ligger cirka 5 km nordväst om Lenhovda, på gränsen till Växjö kommun. Två hus väster om orten som ligger i Växjö kommun ingår i småortens avgränsning.
I Marhult fanns en träindustri som lades ner årsskiftet 2004.
På senare tid har orten gjort sig känd för de stora mängder (närmare 32 000 ton) ohanterade och miljöfarliga sopor som dumpats på det gamla sågverket fram till 2020. Trots flera försök att försöka få området sanerat och uppstädat så finns soporna kvar än idag (2025). 1